# Plebejus glandon
Plebejus glandon е вид пеперуда от семейство Синевки (Lycaenidae). Видът не е застрашен от изчезване.

## Разпространение
Разпространен е в Австрия, Андора, Германия, Испания, Италия, Лихтенщайн, Франция и Швейцария.